# Gaggiola
Gaggiola è un quartiere della Spezia, nella zona nord della città, posto su di una collina che si trova tra la piana della città antica e il quartiere di Rebocco.

## Storia
L'origine del nome sembra derivare da un termine longobardo riferito ad un bosco o macchia sulla collina.
Nel corso dei secoli la località fu disabitata fino all'edificazione del Convento di San Francesco nella seconda metà del XIX secolo.

## Monumenti e luoghi d'interesse

### Architetture religiose
- Chiesa e Convento di San Francesco, erede del Convento di San Francesco Grande, edificato dai francescani nel XV secolo e demolito nel 1863 per far posto all'Arsenale Militare Marittimo. Dopo varie peregrinazioni in diversi luoghi, i frati di giunsero sulla collina di Gaggiola il 21 gennaio 1888, iniziando la costruzione della chiesa e del convento che furono completati nel 1891. Nell’aprile del 1943 la chiesa venne bombardata e distrutta.[4] La zona di Gaggiola, allora appartenente alla Parrocchia di Nostra Signora della Salute, venne smembrata con Bolla Vescovile dell'8 novembre 1947 e fu eretta in parrocchia dedicata a Sant'Antonio di Padova e affidata ai Frati Minori di San Francesco. La Chiesa di Sant'Antonio fu ricostruita e nel settembre 1950 fu aperta al pubblico, venendo consacrata l’anno successivo dal vescovo Giuseppe Stella. Il Convento fu restaurato ed ampliato nel 1963.[4]

### Architetture civili
- Villa Castagnola (1924 - 1927), opera déco dell'architetto Franco Oliva.[5]

### Aree naturali
- Parco della Rimembranza, inaugurato nel 1923 in memoria dei Caduti spezzini nella Prima guerra mondiale.[6]